# يورغ بوده
يورغ بوده (بالألمانية: Jörg Bode)‏ (22 أغسطس 1969 في ألمانيا - ) هو مدرب كرة قدم ولاعب كرة قدم ألماني في مركز الوسط. شارك مع منتخب ألمانيا تحت 21 سنة لكرة القدم ومنتخب ألمانيا الأولمبي لكرة القدم. أما مع النوادي، فقد لعب مع أرمينيا بيليفيلد ونادي آوغسبورغ ونادي هامبورغ ونادي هامبورغ 2 ‏ وSC Verl ‏.

## وصلات خارجية
- يورغ بوده على موقع قاعدة بيانات كرة القدم.إي يو (الإنجليزية)
- يورغ بوده على موقع بيانات كرة القدم. دي إي (الألمانية)